# دانييل كينسي
دانييل كينسي (بالإنجليزية: Dan Kinsey)‏ هو منافس ألعاب قوى أمريكي، ولد في 22 يناير 1902 في سانت لويس في الولايات المتحدة، وتوفي في 27 يونيو 1970 في ريتشموند في الولايات المتحدة.

## وصلات خارجية
- دانييل كينسي على موقع أوليمبيديا (الإنجليزية)